# Джуманов, Алсай Тюлеуович
Алсай Тюлеуович Джуманов (2 ноября 1962, Шуский район, Джамбульская область, Казахская ССР, СССР), военный деятель Казахстана, командующий военно-воздушными силами Сил воздушной обороны Вооружённых сил Республики Казахстан (2011-2013), генерал-майор авиации.

## Биография
Родился 2 ноября 1962 года в Чуйском районе Джамбульской области.
После окончания средней школы Алсай Джуманов поступил в Ставропольское высшее военно-авиационное училище.
В 1985 году окончил лётный факультет. Службу проходил в различных гарнизонах СССР, в том числе на Курилах.
После распада СССР прибыл в Казахстан. Первым место службы был аэродром Луговая, затем он учился в академии имени Гагарина.
В 2003 году после окончания академии, был назначен командиром Луговской авиабазы, затем командиром авиабазы им. Героя Советского Союза Нуркена Абдирова в Караганде.
Лётчик-снайпер, имеет налёт более 1500 часов на различных типах авиационной техники. Им освоены самолёты Л-29, Л-39, МиГ-21, МиГ-23, МиГ-29, МиГ-31.
В 2005 году назначен заместителем главнокомандующего Силами воздушной обороны по ВВС.
5 мая 2010 года присвоено воинское звание генерал-майор авиации.
16 февраля 2011 года распоряжением Главы государства назначен командующим Военно-воздушными силами Сил воздушной обороны Вооружённых сил Республики Казахстан.
5 июля 2013 года освобождён от занимаемой должности.

## Награды
- Орден «Данк» II степени (2012)
- Медаль «20 лет Астане» (2018)[3]
- Медали